# 福田蘭童
福田 蘭童（ふくだ らんどう、1905年〈明治38年〉5月15日 - 1976年〈昭和51年〉10月8日）は、日本の音楽家、尺八奏者、随筆家。本名は石渡 幸彦（）。青木繁、福田たねの子。芸能界で活躍する一方、結婚詐欺で服役、不倫など素行の悪さでも知られた。

## 経歴
洋画家の青木繁と、同じく洋画家の福田たね（1885年 - 1968年）の長男として茨城県真壁郡伊讃村川島（現在の筑西市）の木賃宿で生まれる（ただし正式な結婚ではなかったため、出生届はたねの末弟として提出されている）。本名の幸彦は青木が前年に描いた「海の幸」から名付けられた。福田家の援助により、茨城や栃木を転々として育つ。2歳で父と生別。父は祖父の葬儀のために故郷の九州に赴いたまま戻らず、それを追って母・たねも蘭童を実家において家を出た。その3年後、父が九州で放浪の末に病死。母方の祖父・福田豊吉は教師で、栃木県水橋村で私塾を開いており、蘭童は父母を知らずに育った。水橋村から三里ほど離れた真岡中学へ通学。13歳のとき東京の学校へ転校。
上京してすぐに同郷の小林氏という英語教師の家を訪ねた際、床の間にたてかけてあった尺八を無断で触って叱られ立腹し、その足で東京の小泉尺八研究所の門を叩き、琴古流の基礎訓練を受け始めた。次に、琴古流の関口月童に師事し、3年ほど地唄、琴唄、本曲などを学ぶ。この間、町田桜園からピアノを、高階哲夫からヴァイオリンの手ほどきを受ける。月童死去後、琴古流の水野呂童に師事。呂童の下を離れてからは尺八師匠となる。同時に、中央音楽院で室崎琴月からピアノを、宮内省雅楽部の奥好寛からフルートの吹奏法を学んだ。尺八奏者としてラジオ放送や演奏会で知られる傍ら、作曲家としても活動した。
1934年（昭和9年）2月、作家の直木三十五が死去すると多賀谷信乃、川崎備寛、淵川銀次らと芝区の旅館で追善麻雀大会を行ったが、この際行った賭博行為が後に表面化。同年4月に他の作家や女優らとともに一斉検挙された。これを契機に蘭童の日頃の素行の悪さが取りざたされ、新聞各紙に大きく報じられた。1932年（昭和7年）から7人の女性を誘惑しては金を借りて別れるという手口を繰り返し、1934年3月に結婚詐欺で逮捕され、一時は女蘭童、学者蘭童、非常時蘭童、偽医者蘭童、剣術蘭童など、「蘭童」が結婚詐欺師の代名詞として使われるほどとなった。当初は容疑を否認していたが途中から犯意を認める姿勢に転じ、結局同年10月に懲役10ヶ月の実刑判決が確定、翌年刑を終えて出所した。
映画音楽も手がけたが、1935年（昭和10年）、映画撮影の為にロケ地の伊豆大島へ向かう途中の船上で出演女優の川崎弘子を強姦する事件を引き起こし、世間の批判を浴びた。この事件については、松竹蒲田撮影所の所長であった城戸四郎に責任をとるように迫られ、妻と離婚し川崎と再婚した。ただし「川崎とは1933年（昭和8年）に映画『忘られぬ花』の撮影で知り合ってすぐに交際に発展し、同年9月には川崎の母親の同意の下婚約を結んだ」とする当時の報道もある。
再婚後は湯河原にて10年ほど隠遁生活を送るが、戦後になり音楽家としての活動を再開。1953年（昭和28年）の日本放送協会のラジオ番組「新諸国物語・笛吹童子」のオープニングテーマ及び劇中曲を手がけるなど、ラジオ草創期においてその才能を発揮した。1976年（昭和51年）6月に妻の弘子を亡くし、その後を追うように同年10月に脳卒中で死去。
長男の石橋エータローは、最初の妻との子供である。
料理や釣りにも長じた趣味人として知られ、『蘭童捕物帳』『世界つり歩き』などの著書がある。また自らが釣った魚を自ら調理して友人たちに振る舞うために東京都渋谷区にプライベートサロン『三漁洞』を開いた。その三漁洞は後に息子の石橋エータローが二代目店主として引き継いで居酒屋とし、エータローが亡くなった後も石橋家によって現在も営業されている。
志賀直哉、谷崎潤一郎、菊池寛、久保田万太郎、吉川英治、井伏鱒二、川端康成、阿川弘之、開高健など多くの文化人と交流があった。中でも菊池寛は、川崎弘子との結婚の際に城戸四郎とともに媒酌人を務めた。

## 著書
- 蘭童捕物帳 福田蘭童 著 四季社 1951
- 新日本膝栗毛 : 虚無僧道中記 福田蘭童 著 創元社 1952
- 風流點々記 福田蘭童 著 要書房 1953
- 海千山千 福田蘭童 著 創元社 1953
- 蘭童風流譚 福田蘭童 著 桃園書房 1954
- うわばみ行脚 福田蘭童 著 近代社 1955
- ぬらくら夜話 福田蘭童 著 高風館 1955
- うわばみの舌先 福田蘭童 著 朝日新聞社 1955 (朝日文化手帖)
- 蘭童作家観 福田蘭童 著 近代社 1956
- いろはにほへど : 随筆 福田蘭童 著 美和書院 1956
- 蝸牛道中記 福田蘭童 著 創芸社 1956
- 井の外の蛙 福田蘭童 著 実業之日本社 1960
- おんな風土記 福田蘭童 著 実業之日本社 1961
- この目で見た赤い国の恋 福田蘭童 著 一水社 1965 (かもめ新書)
- 蘭童つり自伝 福田蘭童 著 報知新聞社 1966
- 世界つり歩き 福田蘭童 著 報知新聞社 1967
- 釣った魚はこうして料理 福田蘭童 著 文化出版局 1971
- 風流釣れ釣れ草 福田蘭童 著 東京新聞出版局 1973
- わが釣魚伝 福田蘭童 著 二見書房 1976 (釣魚名著シリーズ)　のち『わが釣魚伝 小学館釣り選書』として小学館から電子書籍で再刊
- サオをかついで世界漫遊 : 蘭童つり自伝　福田蘭童 著 グリーンアロー出版社 1976 (グリーンアロー・ブックス)
- 珍道中膝栗毛 : 蘭童青春放浪記 上下　福田蘭童 著 グリーンアロー出版社 1976 (グリーンアロー・ブックス)
- うわばみ行脚 : 続・珍道中膝栗毛 福田蘭童 著 グリーンアロー出版社 1976 (グリーンアロー・ブックス)
- 志賀先生の台所 : 随筆 福田蘭童 著 現代企画室 1977 のち旺文社文庫
- 画家の後裔 青木繁 絵,福田蘭童, 石橋エータロー 文 講談社 1979 (講談社文庫)
- 福田蘭童の釣った魚はこうして料理 福田蘭童 著,池内紀 編・解説 五月書房 1997 (池内紀のちいさな図書館)

## 作曲
- 『白河小唄』 福田蘭童 作曲 , 白鳥省吾 作歌 , 松原千加士 編曲 草野茂 1930 [注釈 5]
- 『深川音頭』 福田蘭童 作曲 , 小川花仏 作詩 1933,1934 [注釈 6]
- 『月草の夢』 福田蘭童 作曲 , 沢井忠夫 編曲 邦楽社 1988
- 『椿咲く村』 福田蘭童 作曲 , 沢井忠夫 編曲 邦楽社 1988
- 『月光弄笛』 福田蘭童 作曲 , 沢井忠夫 編曲 邦楽社 1990
- 『夕暮幻想曲』 福田蘭童 作曲 , 沢井忠夫 編曲 邦楽社 2005

## 映画原作
- あっぱれ腰抜け珍道中　製作＝松竹（京都撮影所）　1955.07.05

## 石碑
2023年、筑西市にある青木繁の碑の隣に「月下弄笛(げっかろうてき)」と刻んだ石碑が建立された。